# Mindon Min
Mindon Min (8 de julho de 1808 - 1 de outubro de 1878) foi o penúltimo rei da Birmânia (Mianmar) 1853-1878. Ele foi um dos mais populares e estimados reis da Birmânia.
Sob seu meio-irmão rei Pagan Min, a Segunda Guerra Anglo-Birmanesa terminou em 1852 com a anexação da Baixa Birmânia pelo Império Britânico. Mindon e seu irmão mais novo Kanaung derrubaram seu meio-irmão, o rei Pagan. Mindon passou a maior parte de seu reinado tentando defender a parte superior de seu país de invasões britânicas, e a modernizar o seu reino.

## Conquistas
O rei Mindon fundou a última capital real da Birmânia, Mandalay, em 1857. Seu irmão mais novo Kanaung provou ser um grande administrador e modernizador. Durante o reinado de Mindon, estudiosos foram enviados para a França, Itália, o Estados Unidos e Grã-Bretanha, a fim de aprender sobre os enormes progressos alcançados pela Revolução Industrial.
Mindon introduziu a primeira máquina para cunhar moedas na Birmânia, e em 1871 também patrocinou o quinto Concílios budistas em Mandalay. Ele já havia criado o maior livro do mundo em 1868, o Tipitaka, com 729 páginas do budista Pali Canon inscrito em mármore, e cada laje de pedra alojadas em uma pequena stupa na Pagoda de Kuthodaw no sopé da colina de Mandalay.
Em 1871 Mindon também doou um novo htee (guarda chuva ou coroa dourada, incrustada com diamantes preciosos e outras pedras preciosas) para a cúpula com 105 metros de altura da Pagode Shwedagon, em Yangon que estava sob controle britânico desde o fim da Segunda Guerra Anglo-Birmanes, embora não fosse permitida sua visita a este pagode, mesmo sendo um dos mais famosos e venerados no país.
Com a abertura do Canal de Suez, Mindon montou uma flotilha de barcos a vapor para facilitar o comércio com os britânicos.
Seu irmão Kanaung ainda é lembrado pelos birmaneses como um modernizador ávido, que iria para as fábricas no início manhãs frias de inverno com um cobertor enrolado, apenas para conversar com os mecânicos sobre como as máquinas estavam funcionando. Ele estava no comando do Exército Real, como era habitualmente exigido aos príncipes birmaneses.

## Rebelião Palaciana
Durante uma rebelião palaciana falhada, em 18 de junho de 1866, dois dos filhos do rei Mindos, os príncipes Myinkun e Myinkhondaing, com inveja por não terem sido nomeados sucessores, e apoiados pelos britânicos que estavam alarmados pela modernização do exército real birmanês, assassinaram o tio, o príncipe herdeiro Kanaung, e tentaram matar o pai deles. O rei consegui sobreviver e os dois príncipes fugiram para a Birmânia britânica, sendo-lhes concedido asilo pelos britânicos.
O rei Mindon escapou de uma maneira extraordinária, o que para os birmaneses foi considerado como um sinal de sua hpon (a soma de boas ações passadas que afetam a vida presente). Ele correu para a própria pessoa que tinha sido designada para o matar, mas ao encontrar o rosto real, deixou cair a espada e caiu de joelhos por força do hábito. O rei então, prontamente fugiu em direção ao quartel dos guardas que lhe eram leais.

## Crise de sucessão

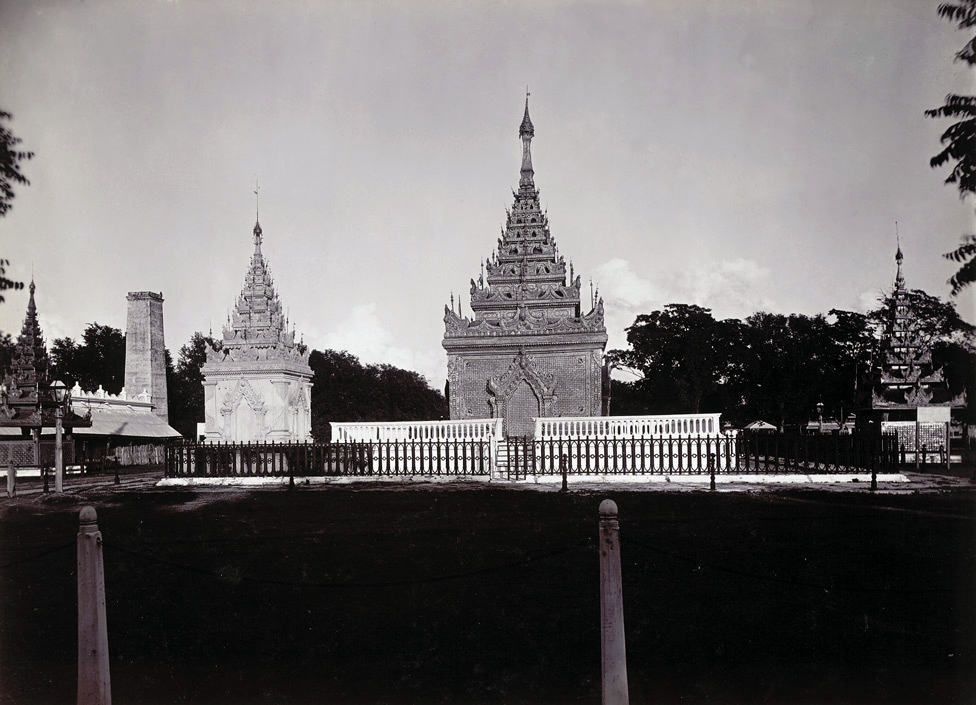
Túmulo do rei Mindon em Mandalay, fotografia de 1903

A rebelião causou grande relutância em Mindon em nomear um sucessor para Kanaung, por medo de uma guerra civil.
Uma de suas rainhas, Hsinbyumashin, dominou os últimos dias do rei Mindon. Por decreto, Hsinbyumashin ordenou que todos os possíveis herdeiros ao trono fossem mortos, de modo a que a filha de Hsinbyumashin, Supayalat, e seu marido Thibaw, se tornassem rainha e rei. Membros da realeza de todas as idades e de ambos os sexos foram enganados dizendo-lhes que o rei queria vê-los antes de morrer, e ao chegarem no palácio real foram impiedosamente executados.
Thibaw, sucedeu ao trono após a morte do rei em 1878. Em novembro de 1885 Thibaw foi derrotado pelos ingleses na Terceira Guerra Anglo-Birmanesa, resultando na anexação total da Birmânia.